# Mahanoro
Mahanoro est une ville et une commune rurale (Kaominina) située dans la région d'Atsinanana (province de Tamatave), dans l'est de Madagascar.

## Géographie
Mahanoro est située à 9 km au nord de l'embouchure du Mangoro. Elle est coincée dans la bande sableuse entre la mer et le Canal des Pangalanes. Ce canal communique avec la mer par une embouchure qui se ferme de temps en temps. Juste au sud de cette embouchure se trouve une colline qui plonge directement dans l'Océan et porte le nom de « résidence », car autrefois elle était la résidence des sous-préfets. 
Actuellement, Mahanoro est reliée à Vatomandry et Antsapanana par une route dégradée. Le Canal des Pangalandes étant obstrué plus au nord, Mahanoro sert de port à l'essentiel du trafic de marchandises entre Tamatave et le sud-est de Madagascar. Il y a une soixantaine de pirogues de plus de 10 mètres de long transportant des marchandises entre Mahanoro et Mananjary.

## Histoire
Mahanoro est une ville importante. Elle est peuplée de plusieurs clans de Betsimisarakas du Sud. Il y a à Mahanoro même et dans des villages plus au nord des Antaimoro établis là depuis le XIXe siècle. Il y a une assez forte communauté musulmane sunnite initialement créée par des Sunni Surty indien.
Jean Laborde utilisait Mahanoro comme port pour commercer entre la côte et Antananarivo.

## Administration
La commune est le chef-lieu du district homonyme.

## Économie
La commune possède une activité essentiellement agricole et tournée vers la pêche.